# لیسکوفو
شهر لیسکوفو (به روسی: Лысково) در کشور روسیه و در اوبلاست نیژنی نووگورود واقع شده‌است.